# 1. Kavallerie-Brigade (Deutsches Kaiserreich)
Die 1. Kavallerie-Brigade war ein Großverband der Preußischen Armee.

## Geschichte
Die 1.  Kavallerie-Brigade wurde im März 1816 als  Kavallerie-Brigade der Truppen-Brigade in Königsberg aufgestellt und am 22. Dezember 1819 in 1. Kavallerie-Brigade umbenannt. Von 1820 bis 1885 war sie Teil der 1. Division, die dem I. Armee-Korps in Königsberg zugeordnet war. Von 1885 bis 1890 gehörte sie zur Kavallerie-Division des I.Armee-Korps. Mit Kriegsbeginn im August 1914 wurde die Brigade bis zum 3. Oktober 1916 der 1. Kavallerie-Division unterstellt und operierte dann bis zum 13. Oktober 1916 eigenständig, bis sie Divisionsstab der 3. Kavallerie-Division wurde.
Nach deren Auflösung Anfang November 1916 wurde sie  Brigadestab der Siebenbürger-Kavallerie-Brigade und am  1. Juni 1917 in die 7. Königlich Bayerische Kavallerie-Brigade integriert. Dieser Verband war bis zum 18. Februar 1918 der 2. Kavallerie-Division unterstellt, bis sie Teil der 303. Infanterie-Division wurde.

### Gliederung
- 1820 bis 1851

3. Kürassier-Regiment (1. Ostpreußisches) und 1. Dragoner-Regiment (Litthauisches)
- 1852 bis 1859

Wie vor, zusätzlich 3. schweres Landwehr-Reiter-Regiment und 1. Landwehr-Dragoner-Regiment
- 1860 bis 1867

Wie vor, zusätzlich Litthauisches Ulanen-Regiment Nr. 12
- 1868 bis 1888

Kürassier-Regiment „Graf Wrangel“ (Ostpreußisches) Nr. 3, Dragoner-Regiment „Prinz Albrecht von Preußen“ (Litthauisches) Nr. 1 und Litthauisches Ulanen-Regiment Nr. 12
- 1889 bis 1890

Ostpreußisches Kürassier-Regiment Nr. 3 Graf Wrangel, Dragoner-Regiment Prinz Albrecht von Preußen (Litthauisches) Nr. 1, Ostpreußisches Ulanen-Regiment Nr. 8, Litthauisches Ulanen-Regiment Nr. 12
- 1890 bis 1914

Wie vor, ohne Ulanen-Regimenter
- Kriegsgliederung bei Mobilmachung 1914

Wie vor, zusätzlich vom 19. März 1918 bis 21. November 1918 Landwehr-Infanterie-Regiment Nr. 124
- Kriegsgliederung am 20. Februar 1918

Wie vor, zusätzlich
Landsturm-Infanterie-Bataillon, 6. Landsturm-Infanterie-Bataillon Gotha, 10.Landsturm-Infanterie-Bataillon Leipzig, 6.bayerisches Landsturm-Infanterie-Bataillon München, 2. bayerisches Landsturm-Infanterie-Bataillon Mindelheim

### Deutscher Krieg 1866
Im Krieg Preußens gegen das Kaisertum Österreich wurde die Brigade mobilisiert, kam jedoch unter dem Befehl von General Emil von Frankenberg und Ludwigsdorf nicht zu nennenswerten Einsätzen.

### Deutsch-Französischer Krieg 1870/1871
Mit Beginn des Krieges gegen Frankreich übernahm General August von Baumgarth das Kommando über die Brigade und führte sie in den Schlachten bei Vionville, Gravelotte und Beaune-la-Rolande sowie in den Gefechten bei Sevigny, Galette, Saint Amand, Villeporcher, Château-Renault Schlachten bei Beaumont, Sedan, Orléans, Beaugency-Cravant, Le Mans und den Gefechten bei Petit Bicêtre, Marolles, Artanay, Coulmiers, Meung, Vendôme und Coulommiers.

### Erster Weltkrieg
Die Brigade kämpfte im Verband der 1. Kavallerie-Division bis zum 3. Oktober 1916 an der Ostfront und wurde danach  Divisionsstab der 3. Kavallerie-Division. Als diese am 31. August 1916 zum „Korps Schmettow“ umgebildet und am 2. November 1916 offiziell aufgelöst wurde, fungierte sie von Anfang November 1916 an als Brigadestab der Siebenbürger-Kavallerie-Brigade, bis sie  am  1. Juni 1917 in die 7. Königlich Bayerische Kavallerie-Brigade integriert wurde. Dieser Verband war bis zum 18. Februar 1918 der 2. Kavallerie-Division unterstellt. Bis zum Kriegsende war die 1. Kavallerie-Brigade  Teil der 303. Infanterie-Division. Die Brigade stand unter dem Kommando des Generals  Otto von Preinitzer.
Zu den Kampfhandlungen, Gefechten und Schlachten siehe Kampfgeschehen der 1. Kavallerie-Division, Kampfgeschehen der 3. Kavallerie-Division und Kampfgeschehen der 303. Infanterie-Division

### Brigadekommandeure
| Name                                      | Datum                                   |
| ----------------------------------------- | --------------------------------------- |
| Theodor von Below                         | 5. Januar 1816 bis 31. Mai 1821         |
| 1822 bis 1830 unbesetzt                   |                                         |
| Karl Lebrecht Friedrich Baron von Krafft  | 30. März 1831 bis 24. März 1840         |
| Konrad von Heuduck                        | 25. März 1840 bis 29. März 1840         |
| Friedrich von Pückler                     | 30. März 1840 bis 26. März 1847         |
| Friedrich von Borcke                      | 27. März 1847 bis 12. Mai 1848          |
| Bernhard von Plehwe                       | 13. Mai 1848 bis 24. April 1854         |
| Louis von Dönhoff                         | 25. April 1854 bis 24. Juli 1857        |
| Emil zu Dohna-Schlodien                   | 25. Juli 1857 bis 13. Juni 1866         |
| Emil von Frankenberg und Ludwigsdorf      | 14. Juni 1866 bis 16. September 1867    |
| August von Baumgarth                      | 17. September 1867 bis 15. Oktober 1873 |
| Egmont von Reitzenstein                   | 16. Oktober 1873 bis 15. November 1875  |
| Benno von Arent                           | 16. November 1875 bis 11. Dezember 1882 |
| Eugen von Oettinger                       | 12. Dezember 1882 bis 3. Dezember 1884  |
| Edwin Werckmeister genannt von Oesterling | 4. Dezember 1884 bis 15. Februar 1889   |
| Gerd von Below                            | 16. Februar 1889 bis 16. Mai 1892       |
| Max von Mandelsich                        | 17. Mai 1892 bis 16. Juni 1893          |
| Thure Graf von Klinckowström              | 17. Juni 1893 bis 18. August 1893       |
| Karl Botho zu Eulenburg                   | 19. August 1893 bis 3. April 1899       |
| Otto von Zitzewitz                        | 4. April 1899 bis 12. Juni 1902         |
| Arthur von Arnstedt (Oberst m.d.F.b.)     | 13. Juni 1902 bis 13. November 1903     |
| Hermann von Schallehn                     | 14. November 1903 bis 5. Juni 1907      |
| Gerard de Graaff                          | 6. Juni 1907 bis 17. Oktober 1909       |
| Hermann Brecht                            | 18. Oktober 1909 bis 6. April 1913      |
| Wedig Reinhold Christoph von Glasenapp    | 7. April 1913 bis August 1915           |
| Alexander von Kanitz                      | August 1915 bis 27. August 1916         |
| Otto von Preinitzer                       | 28. August 1916 bis Kriegsende          |
| Arthur Hay                                | Januar 1919 (Demobilisierung)           |